# Myiarchus barbirostris
A Myiarchus barbirostris a madarak osztályának a verébalakúak (Passeriformes) rendjébe, a királygébicsfélék (Tyrannidae) családjába tartozó faj.

## Rendszerezése
A fajt William John Swainson angol ornitológus írta le 1827-ben, a Tyrannula nembe Tyrannula barbirostris néven.

## Előfordulása
Jamaica területén honos. Természetes élőhelyei a szubtrópusi és trópusi száraz erdők, mangroveerdők, síkvidéki és hegyi esőerdők, valamint városi környezet. Magaslati vonuló.

## Megjelenése
Testhossza 16 centiméter.
|  |

## Természetvédelmi helyzete
Az elterjedési területe kicsi, egyedszáma ugyan csökken, de még nem éri el a kritikus szintet. A Természetvédelmi Világszövetség Vörös listáján nem fenyegetett fajként szerepel.